# 六氢合铁(II)酸镁
六氢合铁(II)酸镁是一种配位化合物，化学式为Mg2FeH6。它是绿色抗磁性的固体，在干燥空气中稳定。

## 制备
六氢合铁(II)酸镁可由铁和镁的混合粉末在高压氢气中加热得到：
2 Mg  +  Fe  +  3 H2   →   Mg2FeH6
氢化镁和铁粉在氩气中的研磨也能得到产物，有氢气存在时，氢气也会有所作用：
2 MgH2 + Fe + H2 ⇌ Mg2FeH6
3 MgH2 + Fe ⇌ Mg2FeH6 + Mg

## 结构及性质
六氢合铁(II)酸镁和K2PtCl6同构，中心的[FeH6]4−采取八面体形分子构型，Fe-H键键长为1.56 Å。Mg2+与八面体的面连接，Mg-H键键长为2.38 Å。类似的阴离子还包括[RuH6]4−、[OsH6]4−和[PtH6]2−。
六氢合铁(II)酸镁受热分解，产物是铁、镁和氢气。

## 衍生物
尽管Mg2FeH6不溶于通常的溶剂，但其衍生物是可溶的。例如，Mg4Br4(THF)4FeH6及其醇盐是可溶的。对这些化合物的分析测试可以表明，负氢配體的晶体场比氰配体更弱。